# Ecnomiohyla valancifer
Espèce
Synonymes
- Hyla valancifer Firschein & Smith, 1956

Statut de conservation UICN

 CR B2ab(iii) : 
En danger critique
Ecnomiohyla valancifer est une espèce d'amphibiens de la famille des Hylidae.

## Répartition
Cette espèce est endémique du Sud de l'État de Veracruz au Mexique. Elle se rencontre entre 500 et 1 180 m d'altitude sur le volcan San Martín Tuxtla dans la Sierra de los Tuxtlas dans la région de Los Tuxtlas,.

## Publication originale
- Firschein & Smith, 1956 : A New Fringe-Limbed Hyla (Amphibia: Anura) from a New Faunal District of Mexico. Herpetologica, vol. 12, no 1, p. 17-21.